# プレイグ テイル -レクイエム-
『プレイグ テイル -レクイエム-』（A Plague Tale: Requiem）は、フランスのゲーム会社Asobo Studioが開発しFocus Entertainmentより2022年10月18日に発売されたゲームソフト。対応プラットフォームはPC・PlayStation 5・Xbox Series X/S・Nintendo Switch・Microsoft Windows。
2019年に発売されたアクションアドベンチャーゲーム『プレイグ テイル -イノセンス-』の続編。日本国内におけるローカライズはオーイズミ・アミュージオが担当し、同社よりPlayStation 5版が2023年6月29日に発売された。

## 概要
アミシアとその弟のユーゴの妹弟の逃避行を描いた前作から、数ヵ月後の物語であり、引き続きペスト（＝プレイグ）が蔓延する1348年〜1349年のフランスが舞台となる。
本作では、マキューラのルーツが明かされると共に、全ての因縁に終止符を打つための姉弟の最後の冒険が描かれる。

## ストーリー
前作『プレイグ テイル -イノセンス-』において、ネズミや疫病を操る呪われた力『プリーマ･マキューラ』を狙おうとした大宗教裁判官ヴィタリスの邪悪な計画を、貴族の娘であるアミシアが阻止してから半年の月日が流れていた。幼い弟ユーゴが受け継いだ、ネズミを呼び寄せる『マキューラ』の呪いはひとまず落ち着いたが、荒廃した故郷から逃れたアミシアとユーゴの姉弟と、二人の母親で錬金術師のベアトリスとその弟子ルカたち一行は、ユーゴの呪いを制御する方法を見つけるため、はるか南の地域へと旅に出ていた。
ある日、とある狂信的な農民たちにアミシアが襲われたことがきっかけとなり、ユーゴの力が再び目覚めてしまう。それにより、ネズミの群れが住民を殺戮したことから、一行は逃亡を余儀なくされる。一方、ユーゴは「美しい島」の夢を見るようになり、それが「呪いを解く鍵」だと信じるようになる。
レッドシティーに辿り着いた一行は、具合の悪くなったユーゴを診察してもらうため、ベアトリスが頼りにする教団の高位の錬金術師ヴォーディンを訪ねる。そこでユーゴは「夢で見た島」と特徴の一致する絵が、壁に描かれているのに気付く。その後もユーゴのために薬草屋を探しに出たアミシアとルカは、消火剤『エクスティングイス』で兵士を倒して進んでいく。しかし、兵士たちに捕まった二人は地下牢に入れられ、絞首刑へと連れ出された隙に逃げだすことに成功し、薬草を持ち帰る。
ユーゴを救う鍵となり得る『予言の島』を探そうと、船を手配しようと考えたアミシアは、増幅剤『タール』を使いながら波止場へ向かう。無事に船は見つかったものの、ユーゴの発作の影響によりネズミの大氾濫が発生し、街は巻き込まれ、ヴォーディンがネズミの犠牲となり亡くなってしまう。道中、教団の兵士であるジョセフの協力の下、船で川を下っている最中、傭兵に襲われてジョセフが亡くなり、傭兵に殺されかけているアミシアを助けるために、ユーゴがネズミを出現させて救う。その後、アミシアは「ユーゴの扱い」を巡って母と対立し、母と決別することを選択する。
伯爵付きの傭兵たちから逃亡する中で、頭に傷を負ったアミシアを守るため、ユーゴはネズミを敵に襲わせる『操作』、敵の位置を探る『探知』で敵の追跡を退ける。しかし、アミシアの容態が次第に悪くなっていき、ついには倒れてしまう。元伯爵付きの傭兵・アルノーに助けられたアミシアは、彼と共に『予言の島』を目指すことになる。浜辺の洞窟を誘引剤『オドリス』を駆使しながら進み、海賊の女リーダー・ソフィアの協力を得て、帆船で予言の島を目指す。
予言の島『ラ・クーナ』に辿り着いた一行だが、そこは領主であるビクトル伯爵の治める島だった。しかし、突如としてアルノーが伯爵の暗殺に乗り出し、そのまま罪人として捕えられてしまう。一方アミシア達は伯爵の屋敷に客人として招かれ、もてなしを受ける。翌日、二人は『ユーゴの治療法』を求めて、島に点在する「鳥の像」を手掛かりにして探検するうちに、山道にある教団の神殿で行われている「残り火のチャイルド」の儀式に潜り込む。やがて教団は「マキューラ保持者の降臨」を望んでいた事実が判明する。神殿の探索を続ける中でアミシア達は、6世紀もの昔に生まれた最初のマキューラ保持者・バシレイオスと、幼き彼を守護した女性・アエリアの存在を知る。
一方、島の至る所では伯爵の私兵・マイロによる奴隷の大量殺害が横行しており、ユーゴは激しく憤る。探索を進めるうちに、礼拝堂の地下にバシレイオスが監禁されたことを知る。アミシアはアエリアの指輪を手がかりに、かつてバシレイオスの捕われていたであろう場所へと向かう。島の地下に作られた遺跡は「ネズミの巣窟」と化しており、その最深部には「マキューラの力」への恐れから、鎖で捕縛され息絶えたバシレイオスの変わり果てた姿があった。ほどなくしてネズミの大氾濫が発生し、決死の逃走を図ったアミシア達は、なんとか地下からの脱出に成功する。
母親とルカが訪問していると聞かされ、伯爵の館に戻った2人だったが、再会も束の間、伯爵たちはユーゴを奪うためアミシア達の始末に本格的に乗り出す。逃亡の果てに教団のマザー・エミリー伯爵夫人の手によって、母親は殺害される。その現場を目撃したユーゴは、ネズミを使って次々と兵士を殺していき、エミリーへの復讐を果たす。母を喪ったショックと異能を使いすぎた反動により、一時的に感情を喪失したユーゴを連れて、アミシアとルカはソフィアの船へと向かう。その途中、絞首刑に処される寸前だったアルノーを救出し、共にソフィアの船で島から脱出する。
帆船で航海中、伯爵の軍船に追いつかれて戦闘になり、アミシアは弓で射られて倒れ、ユーゴは伯爵に捕らわれてしまう。アルノーは瀕死のアミシアを連れ、海へ飛び降り近隣の浜辺へと漂着する。やがて伯爵が部下を引き連れ最後の戦いを挑んでくるが、この戦闘でアルノーは亡くなり、伯爵もアミシアにとどめを刺されて死亡する。アルノーの死を悲しむ暇もなく、「アミシア達が亡くなった」と思い込んだユーゴがマキューラの力を暴走させてしまい、マルセイユの街一帯は「白い霧」に閉ざされてしまう。アミシアはユーゴを止めるため、霧の中心部へと向かう。ユーゴのマキューラによる白い霧は、想像を絶する規模となり世界を侵食しようとしていた。白い霧の「星雲」の中で、アミシアはユーゴを見つけ出したもののそれは幻で、「自身がマキューラそのもの」となった事を語ったユーゴは、この事態を終わらせるためには自身の命を断つしかないとアミシアに伝える。アミシアは苦渋の決断の末「ユーゴの遺志」を尊重し、スリングで「マキューラとなったユーゴ」を狙い、全てを終わらせる。
ユーゴを喪ってから1年後、アミシアは山奥の小屋で隠遁生活をしており、そこに数か月ぶりにソフィアが訪ねてくる。ルカは錬金術のために修行の旅に出ており、ソフィアは商売を始めたという。かつてアエリアが「不死鳥の姿」で自分たちを導いたように、アミシアは「次の保持者とその守護者」を導くため、彼らを探す旅に出ることを決意する。ユーゴの墓に訪れ、決意を伝えたところで物語は終わりを迎える。

## ゲームシステム
ステルス
前作に引き続き、敵兵をやり過ごすシステム。アミシアやユーゴの身体能力では真正面で兵士に勝つことができないため、状況に応じて隠れて倒す必要がある。石を鉄にぶつける。食器を投げるなどをして兵士をやり過ごすことが必要となる。
スリング
前作に引き続き登場する、アミシアのメイン武器。ステルス要素で衛兵達を倒すことができるが、音が大きく、敵に見つかるリスクが大きい。クラフトによって強化することが可能。
クロスボウ
本作から登場した新アイテム。スリングと比べ、殺傷能力が大幅に上昇しているほか、装填から発射まで素早いタイミングで行うことが可能。こちらもクラフトにより強化することができる。
収集品
珍品や花など時折落ちているアイテムであり、中世ヨーロッパの風習を感じさせる。
錬金術
ルカから習った錬金術で火を消したり、火をつけたりすることが可能。クラフトによって強化することが可能。
- 『イグニファー』 - 消えかけた火を再点火できる燃焼材。
- 『エクスティングイス』 - 火を消すことができる消火剤。
- 『タール』 - 火の無い場所に撒くことでイグニファー等で光源を作り出せる増幅剤。
- 『オドリス』 -  投げつけた場所にネズミを引き付ける誘引剤。

プリーマ･マキューラの異能
本作にてユーゴが再び目覚めた能力。
- 『探知』 - ネズミの超感覚によって、敵の位置を探る能力。何度でも使用可能。
- 『操作』 - 前作『イノセンス』同様、ネズミを自在に操って敵を襲わせる能力。前作に比べ規模がパワーアップしており、一度に操ることのできるネズミの数が増加している。ゲージを消費するため、一定時間しか使えない。

スキル
本作から登場した新要素。アミシアが取る行動によって、ステルス重視の『慎重』、攻撃重視の『攻撃』、錬金術重視の『ご都合主義』の3つのパラメータを成長させることができる。

## 登場人物

### メインキャラクター
アミシア・デ・ルーン（Amicia de Rune）
本作の主人公。ユーゴの姉。ある日突然再びマキューラの力が目覚めたユーゴを守るべく、戦いに身を投じていく。
前作の経験からユーゴがかけがえのない者となり、ユーゴの危機に暴走したり、仲間と対立することが増えた。
髪型は当初「おさげ」であったが、中盤に伯爵に切り落とされた影響で「お団子」に変化している。その後、エピローグでベリーショートになった。
ユーゴ・デ・ルーン（Hugo de Rune）
もう一人の主人公。アミシアの弟。ヴィタリスとの戦いを境に収まっていたマキューラの能力が養蜂一家への敵意から突然発現したことがきっかけとなり、物語が始まる。
マキューラの力の再発と同時に謎の島に関する夢を繰り返し見るようになり、アミシアと共に敵に追われつつ夢の真相を探るべく冒険を繰り広げる。
戦いごっこが好きで「王様」役を演じる。前作では花が好きだったが、本作では鳥の羽根がお気に入りである。
前作よりもアミシアの言うことを聞くようになったが、アミシアが自身の戦闘の参加を止めることには「お姉ちゃんだってやってる癖に」と反発する。
ルカ（Lucas）
錬金術師の少年。『イノセンス』における一件を機にアミシアたちと出会い、旅路に同行するようになった。本作ではベアトリスの下に弟子入りしている。
フィールド上では、「ビックリ袋」と呼ばれる爆薬を炎に投入し、爆裂させて敵の目くらましを行うことが可能。
ベアトリス・デ・ルーン（Béatrice de Rune）
ユーゴとアミシアの母。錬金術師であり、マキューラの研究の第一人者。『イノセンス』では終盤で意識不明に陥り、そのままエンディングを迎えたが、本作では無事容態が回復している。
教団への信仰心が高く、ユーゴを巡る対応でアミシアと対立し、一時別行動を取ることとなってしまう。後にアミシア達とは別ルートでラ・クーナ島にたどり着き、教団の真実を知ったことでアミシアと和解。しかし、ユーゴを狙う伯爵夫妻によって捕えられ、最終的にアミシアの目の前で見せしめとして殺害された。

### 序盤
ヴォーディン
レッドシティに暮らす、教団所属の錬金術師（マジスター）。ユーゴを治療するべくベアトリスの要望により家に招かれるものの、既に打つ手がないと判断し、マルセイユの教団本部へ行くことを告げる。最終的にネズミの大群によってデ・ルーン家が倒壊した際、巻き添えを受けて死亡した。
なお、彼の家の壁にはユーゴが夢で見たものと同じ景色が描かれており、アミシア達が目的地を見出すきっかけとなる。
ジョセフ
教団の兵士。ユーゴ一行をマルセイユに送り届けるべく、川辺の敵の掃討や船の提供などを行う。しかし、道中で伯爵の傭兵に襲われて首を矢で射抜かれ、死亡した。

### 中盤
アルノー
元伯爵付きの傭兵（ウォール）。かつて伯爵に息子を殺害された過去がある。当初アミシアとは対立していたが、伯爵を倒す手段としてユーゴを利用するべくデ・ルーン姉弟に協力するようになる。その後ラ・クーナ島にて伯爵に戦いを挑むものの、利用されたことに憤慨したアミシアによって妨害され、囚われてしまう。その後、紆余曲折を経て絞首刑に処される寸前のところをアミシアに救出され、再度共闘を誓い合う。
歴戦の戦士であるため、フィールドでは重武装の兵士にも真正面から戦っても勝利できる。
物語終盤、伯爵に攫われたユーゴの居場所を聞き出すべく伯爵と一騎討ちを行い、最後は伯爵に腹部を剣で貫かれ、死亡した。
当初ユーゴのことは目的を遂行するための道具としかみなしていなかったが、行動を共にするにつれて次第に守るべきかけがえのない存在へと変化していく。
ソフィア
『ウミサソリ』の異名を持つ海賊の女リーダー。伯爵に奪われた船を取り戻す、という条件の下デ・ルーン姉弟と行動を共にする。
フィールド上では、所持しているプリズムの反射光を利用し、草を焼いて敵の注意を引く、もしくは灯りにプリズムを向け、光の屈折により暗闇を照らすことが可能。
以前に修道院に居た経歴があり、ラテン語が読める。

### 敵キャラクター
養蜂一家
最序盤に登場。ユーゴのマキューラが再発したきっかけでもある。アミシア達を見つけると殺害しようとするほどよそものに厳しい。息子のトーエンを虐待している。アミシアがトーエンを救うべく、関係者を殺害したのを機に道中執念深く追いかけてくるようになる。
ビクトル伯爵
プロヴァンス地方を治める領主。表向きは人々からの人望も厚く、愛妻家の一面も見せるが、その実態は妻のエミリーのためであれば戦争によって人を殺めることも厭わない冷酷な性格の持ち主。
エミリー伯爵夫人
ビクトルの妻。『残り火のチャイルド』の指導者。
教団の象徴であるユーゴを完全に我が物とするべくベアトリスを殺害するが、ユーゴの怒りを買い、彼の操るネズミに襲われ死亡した。
マイロ
伯爵の私兵のリーダー。髭面の大男。奴隷を大量虐殺しており、それを見たユーゴは憤っていた。中ボスかと思われたが、その章のみで殺害されて物語から退場した。

### その他
いずれもアミシアたちの時代より過去の人物であるため、基本的に名前のみの登場であるが、本編ストーリーを進めるにつれて詳細が明らかとなる。
バシレイオス
6世紀に存在したマキューラの保持者にして、ネズミによる疫病の始まりとなった少年。ネズミの力を恐れた教団によってアエリアと引き離された挙げ句ラ・クーナ島の地下に幽閉され、失意の内に死亡した。本作では、死の間際に解き放たれたネズミが「ユスティニアヌスの疫病」の元凶とされている。
アエリア
バシレイオスの守護者である女性。
バシレイオスと共に遊ぶなど、彼を常に大切に思っていた。バシレイオスが幽閉されると知り、助け出すべく多くの兵を殺害するものの、願いも虚しく力尽きる。

## 作中用語
ネズミ（the Rats）
民や衛兵からは「カミツキ」（the Bite）や「疫病（プレイグ）」（the plague）と呼ばれる。前作に引き続き登場する、作品の根幹を成す要素。このネズミから逃げるのが本作のメインテーマとなっている。ひとたび人間や獣に襲いかかれば、数秒で食い殺してしまう。弱点は光であり、暗がりでしか活動できない。逃げ込める暗がりや隙間から離されて、日光や灯火などに照らされ続けると消滅する。
プリーマ・マキューラ（Prima Macula 原初の斑点）
ユーゴの病気の正体。感染者にネズミを操る能力を引き出す。
錬金術
一般人にとって理解不能とされている、いわゆる「化学」のこと。前作に引き続き、重要な役割を果たす。
残り火のチャイルド
プロヴァンス地方に伝わる宗教。キリスト教的には異教にあたる。作中で頻繁に名前が登場する『教団』そのものである。
子供と火を拝んでおり、ユーゴを神として扱う。

## 日本語対応に関する問題
本作発売前の2022年9月7日に発売元のFocus Entertainmentより対応言語が公表され、その中で日本語字幕に対応することが明らかにされた。しかし、9月13日になってSteam版の販売サイトの対応言語リストから日本語だけが削除され、このことについてFocus Entertainmentからの説明は行われなかった。そして10月18日にPC/PlayStation 5（海外のみ）/Nintendo Switch/Xbox Series X/S向けに発売されたが、やはり日本語非対応だった。なお、前作の発売前にも同様の事例があり、この時にはローカライズ品質に問題があり日本語対応が遅れたと説明していた。
本作の発売後、あるSNSのユーザーにより、PC版のゲームデータ内に日本語字幕ファイルが存在していることが確認され、日本語でプレイする映像の投稿も行われた。日本語ローカライズが既に完了していたにもかかわらず実装されなかったという不可解な状況に、ユーザーからは不満や不信感の声が上がった。発売翌日の10月19日に「A Plague Tale」の公式Xアカウントで声明が発表され、この中で、今後「ローカルパートナー」が日本のPlayStation版を発売開始した際に他のプラットフォームでも日本語が実装されると説明された。この「ローカルパートナー」は後にオーイズミ・アミュージオであることが明らかになった。